# Puppet Master 4: The Demon
Puppet Master 4 (también conocida como Puppet Master 4: The Demon), es una película de terror lanzada directamente a video de 1993, escrita por Charles Band entre otros, y dirigida por Jeff Burr . Es la cuarta película de la franquicia de Puppet Master, una secuela de Puppet Master II (1991), y tiene como actores a Gordon Currie como un científico joven que, junto con sus amigos, interpretados por Chandra West, Ceniza Adams y Teresa Colina, son atacados por los demonios. Los muñecos animados de Andre Toulon (Guy Rolfe) sirven para proteger al grupo, al igual que el papel que desempeñaron en la precuela Puppet Master III, en vez de aterrorizar, como lo habían hecho en la primera y segunda película. 

## Argumento
En el submundo del infierno , el señor de los demonios , llamado Sutekh , envía un trío de sirvientes diminutos llamados los Tótems , mágicamente controlado por sus secuaces del bajo mundo, para matar a los que poseen el secreto de la animación, incluyendo la magia que Andre Toulon utiliza para dar vida a sus títeres. También comprueba que un equipo de investigadores que trabajan en el desarrollo de la inteligencia artificial están a punto de descubrir el secreto de Toulon. Sutekh envía uno de los Tótems como un paquete a dos de los investigadores involucrados, la Dra. Piper y el Dr. Baker, de la División de Phoenix, quienes son tomados por sorpresa, asesinados y despojados de sus almas por la horrible criatura.
Uno de los investigadores, un talentoso joven llamado Rick Myers, trabaja como vigilante en la Bodega Bay Inn y también ha estado utilizando el lugar para llevar a cabo sus experimentos sobre el proyecto de I.A. (Inteligencia Artificial). La misma noche que los Drs. Piper y Baker son asesinados, los amigos de Rick Suzie, Lauren, y Cameron vienen a visitarlo. En la cena, Lauren, que es una psíquica, se encuentra a Blade (que había sido descubierto antes por Rick dentro de la casa y todavía estaba animado) luego el viejo baúl de Toulon, con los títeres, el diario de Toulon y algunos frascos con la fórmula que dan la vida en su interior. Por curiosidad, Rick y sus amigos utilizan el líquido en los títeres, y uno a uno se despiertan; junto con Blade, ellos encuentran a Six Shooter, Tunneler y Jester. (Torch, quien se había unido a la pandilla de los Puppets en la secuela, no hace ninguna aparición aquí.)
Fascinado por las reacciones espontáneas de los títeres, y la creencia de que la fórmula es la respuesta a los proyectos de I.A. (Inteligencia Artificial) en ejecución, Rick quiere ver lo inteligentes que son jugando a un juego de Láser Tag con Pinhead y Tunneler. Cameron, que está compitiendo con Rick por el éxito, intenta utilizar la fórmula secreta para su beneficio personal, él y Lauren decide utilizar un tablero de juego extraño hallado en el maletero para tratar de ponerse en contacto con Toulon y que les revele su composición exacta (la receta del conjuro no se registraba en el diario). Pero un icono pirámide resplandeciente que se observaba en ese tablero era un conducto entre el mundo mortal y el inframundo; que Sutekh utiliza como enlace y enviar a dos de sus tótems a atacarlos. Cameron y Lauren intentan de huir en un coche, pero Cameron es emboscado por uno de los Tótems dentro del vehículo y es asesinado, mientras que Lauren se las arregla como puede para volver al hotel. Cuando Rick va tras Cameron, el Tótem lo ataca también, pero igualmente se las arregla para escapar.
Dentro del hotel, la tercera Tótem, enviadada anteriormente en un paquete, también está acechando. Los títeres, tienen la intención de proteger a Rick, buscan en el hotel y pronto se las arreglan para matar a uno de los Tótems en la cocina y, a través de su enlace de supervisión, poder controlar el inframundo. Entonces el espíritu de Toulon, que ha estado apareciendo en el hotel por las noches, le dice a los títeres que animen a Decapitron. Bajo los ojos asombrados den Rick y Suzie, los títeres se mueven a la habitación de Rick, para recuperar una caja que contiene otro títere con una cabeza de plástico blando, y lo reviven con la fórmula y un rayo. Los dos restantes Tótems atacan para interrumpir el proceso, pero uno se electrocutó cuando Six Shooter usa un cable como un lazo para desviar parte de la energía del rayo en el tótem. Decapitron despierta brevemente, y su cabeza se transforma en la imagen de Toulon, que explica a Rick el origen y el secreto de la fórmula que da la vida.
La ampolla, sin embargo, resulta que está incompleta; e inmediatamente sospechan de Cameron, Rick vuelve a buscar su cuerpo, donde encuentra el frasco.
Mientras tanto, los últimos Tótem arrinconan a Lauren quien está presa del pánico y la preparan para drenar su vida cuando Suzie interfiere y los rocía con ácido. Toulon habla a través de Lauren, instando a Rick para animar a Decapitron y que destruya el Tótem, y Rick utiliza su computadora para desviar la energía de su generador a Decapitron, trayéndolo a la vida. Como el Tótem lo ataca, Decapitron intercambia su cabeza de plástico por un sistema de lanzamiento de electrones destruyendo así a la criatura. Después, Toulon le habla a Rick una vez más, entregándole la custodia de sus marionetas y la fórmula prometiéndole su ayuda en momentos de necesidad. Convirtiéndolo en el nuevo Puppet Master.

## Reparto
- De Guy Rolfe como Andre Toulon.
- Gordon Currie como Rick Myers.
- Chandra West como Susie.
- Ian Ogilvy como Jennings.
- Teresa Colina como Lauren.
- Nicholas Invitado como Hendy.
- Willard E. Pugh como Jason.
- Diane McBain como Fiscal.
- Duane Whitaker como Scott.
- Kaz Garas como Hombre # 2.
- Clu Gulager como Hombre # 1.
- Harri James como enfermera.
- Ron O'Neal como el detective.
- Chuck Williams como policía.
- Ceniza Adams como Cameron.

### Marionetas
- Blade
- Pinhead
- Jester
- Tunneler
- Torch
- Six Shooter
- Decapitron
- Dark Totem